# George Mercer Dawson
George Mercer Dawson, född 1 augusti 1849 i Pictou, Nova Scotia, död 2 mars 1901 i Ottawa, var en kanadensisk geolog, son till John William Dawson.
Dawson förordnades 1873 till geolog vid amerikanska gränskommissionen och utgav 1875 Geology and Resources of the 49:th Parallel. Samma år anställdes han vid Kanadas geologiska undersökning och blev 1895 dess chef. Han utforskade efterhand det väldiga Northwest Territories (då inkluderande nuvarande Nunavut) samt British Columbia i geologiskt avseende. Hans skrifter, i vilka även paleontologiska, geografiska och etnografiska rön finnas nedlagda, publicerades huvudsakligen i kanadensiska fackpublikationer. Han tilldelades Bigsbymedaljen 1891.